# شمرين
شمرين هي قرية في مقاطعة سلماس، إيران. يقدر عدد سكانها بـ 141 نسمة بحسب إحصاء 2016.